# Wir kommen in Frieden
Wir kommen in Frieden ist das siebte Studioalbum der deutschen Punkband Feine Sahne Fischfilet, das im Mai 2025 erschien.

## Entstehung und Veröffentlichung
Die Erstveröffentlichung von Wir kommen in Frieden erfolgte am 30. Mai 2025 bei Plattenweg Tonträger. Das Album erschien in seiner Originalausführung als CD (Katalognummer: 425567172502) und LP (Katalognummer: 425567172504) sowie zum Download und Streaming mit zwölf Titeln. Auf dem Frontcover ist die Band im Neben zu sehen. Die Release-Show fand einen Tag vor der Albumveröffentlichung, vor 750 Fans, im Mau-Club in Rostock statt. Es folgten drei weitere Release-Konzerte am 31. Mai 2025 in Braunschweig, 1. Juni 2025 in Flensburg und am 2. Juni 2025 in Magdeburg.
Geschrieben wurden die Lieder alle gemeinsam von den Feine-Sahne-Fischfilet-Mitgliedern Max Bobzin, Jan Gorkow (Monchi), Kai Irrgang, Olaf Ney und Hauke Segert sowie dem Koautoren Philipp Hoppen. Bei einigen wenigen wirken zudem weitere Koautoren mit. Hoppen zeichente zudem auch für die Produktion verantwortlich. Als Gastmusiker sind auf dme Album Finch und Miss Platnum vertreten.

## Inhalt und Stil
Musikalisch entfernt sich das Album weiter von den eher simplen, am Streetpunk orientierten Stil der ersten Alben. Zum Teil sind die Songs auch stärker am Pop orientiert und es finden sich vermehrt leisere Balladen auf dem Album. Auch weiterhin gibt es wie gewohnt, durch die Trompete begleitete, Ska-Punk-Elemente. Die Texte sind deutlich persönlicher und auch intimer gestaltet, wie auch schon auf dem letzten Album. So handeln die Songs von Erlebnissen und Erfahrungen der Band und biografische Anteile des Sängers Monchi. Das Lied Haut an Haut ist beispielsweise seiner Tochter gewidmet und das Lied eine Rauchen wir noch, widmete er seinem verstorbenen Freund Lothar König. Die Stimme von Jan Gorkow hat sich nach Ansicht eines Kritikers zu einer „angenehmen Gesangsstimme“ mit sauberem Gesangsstil weiterentwickelt.

## Titelliste
1. Wir kommen in Frieden – 3:54
2. Endlich auf Reise – 2:59
3. 15 Jahre – 2:59
4. Awarenesskonzept – 2:41
5. Grüße ins Neandertal – 1:47
6. Manchmal finde ich dich scheisse – 3:38 (feat. Finch)
7. Gut, dass ich weiß – 2:40
8. Haut an Haut – 3:22
9. Besoffen sein – 3:15
10. Jungs und Kokain – 3:19 (feat. Miss Platnum)
11. Keine Panik – 2:58
12. Eine rauchen wir noch – 3:32

## Rezensionen
Steffen Eggert schreibt auf laut.de : "So kommt gleich der Titeltrack zwar etwas klinisch, dafür ausgestattet mit allem, was man von einer gestandenen Institution erwarten kann und überaus gut gelaunt um die Ecke. Sympathisch, aber textlich wenig innovativ, erzählt man hier vom gemeinsamen Aufstieg und feiert sich. "Nicht immer schlau, aber immer hochmotiviert" heißt es da, das kann man gut stehenlassen." und weiter "Zum Ende des Albums hin steigt die bisher bereits grundsolide Qualität der Stücke merklich an. "Gut, dass ich weiß" stellt sich als regelrechte Perle heraus, hier passt alles. Anspruchsvolle Riffs, hymnenhafter Refrain und ein angenehm an The Clash erinnernder Mittelteil und ausladende Melodien. Leicht verklausuliert passt hier auch der textliche Inhalt."
"Nette Touches sind auf der Haben-Seite jedoch die gehauchten Chöre gegen Ende des eröffnenden Titeltracks und im Rausschmeißer „Eine rauchen wir noch“, die ein bisschen was Atmosphärisches reinbringen. Ein paar gekonnte Breaks wie in „Gut, dass ich weiß“ zählen ebenfalls zu den Stärken, wobei das meiste hier im sehr vorhersehbaren, wenig impulsiven Rahmen bleibt, was die Musik angeht. In dieser Hinsicht präsentieren sich FEINE SAHNE FISCHFILET relativ konservativ. Treu bleiben sich die Mecklenburger aber auch hinsichtlich ihrer Textmaterie. Und so tumb die Textarbeit teilweise auch ist, manche Hooks wie jene von „Awarenesskonzept“ gehen gut ab, während „Jungs und Kokain“ mit Miss Platinum ein unerwarteter, emotionaler Höhepunkt ist." stellt Michael auf Metal.de fest.

## Chartplatzierungen
Wir kommen in Frieden steig am 6. Juni 2025 auf Rang eins der deutschen Albumcharts ein und avancierte damit für die Band zum ersten Nummer-eins-Album in Deutschland, zugleich ist es nach Sturm & Dreck (Januar 2018) und Alles glänzt (Mai 2023) das dritte Top-10-Album sowie das vierte Chartalbum der Band. Darüber hinaus erreichte die Band mit Wir kommen in Frieden ebenfalls zum ersten Mal die Chartspitze der deutschsprachigen Albumcharts sowie nach Sturm & Dreck (Januar 2018) zum zweiten Mal die Chartspitze der Vinylcharts.
In Österreich avacierte Wir kommen in Frieden mit Rang sechs zum ersten Top-10-Album der Band. In der Schweiz fehlte das Album mit Rang elf nur knapp die Top 10. In beiden Ländern ist es nach Sturm & Dreck und Alles glänzt je der dritte Charterfolg in den Albumcharts.
| ChartsChartplatzierungen | Höchstplatzierung | Wochen |
| ------------------------ | ----------------- | ------ |
| Deutschland (GfK)        | 1 (4 Wo.)         | 4      |
| Österreich (Ö3)          | 6 (2 Wo.)         | 2      |
| Schweiz (IFPI)           | 11 (1 Wo.)        | 1      |